# 小林祐希
小林祐希（1992年4月24日—） ，日本足球運動員，司職中場，現效力於日職球會札幌岡薩多，日本國家足球隊成員。

## 俱樂部生涯
1992年出生的小林祐希司职中场，小林祐希由东京绿茵少年队出身，并曾入选各年代级别的代表队。2010年，同时被注册为青年队及一队球员，在日乙有4次出场机会。带领青年队夺得东京都足球锦标赛冠军，并以东京都冠军身份，带领东京绿茵青年队参与第9届天皇杯。
2010年东京绿茵遭遇经济危机，险些因此解散。那年的天皇杯东京绿茵青年队进入正赛，但首轮即被驹泽大学淘汰。
2011年，小林祐希被提升至东京绿茵一队，并迅速成为球队主力成员，当年在日乙出场34次。
2012年，当时年仅19岁的他披上了东京绿茵的10号战袍并担任队长，首轮对松本山雅的比赛他完成了破门。
本赛季年仅20岁的他成为东京绿茵队长以及中场核心，但随后因战术问题被时任主帅川胜良一租到磐田，下半年在磐田出场11次(日职)没有进球。其后小林祐希正式租借变转会加盟磐田喜悦。
磐田喜悦联赛客场1-1战平了大宫松鼠，小林祐希打进了领先的一球，不过最终被对手扳平了比分。
8月12日，磐田喜悦官方宣布中场小林祐希转会荷甲海伦芬，成为今夏继宇佐美贵史后又一位从日职联赛前往欧洲的国脚级选手。
2017年9月23日荷甲联赛中，海伦芬在客场2-1逆转战胜威廉二世，首发出场的日本国脚小林祐希打进本赛季个人首粒联赛进球。
场上司职中场的小林祐希上赛季在海伦芬出场32次，打进2粒进球，他一直是球队的主力球员。
日本国脚小林祐希在社交媒体上公布了在2019年赛季结束后自己将离开海伦芬的消息。
2019年9月6日，日本中场小林祐希与比甲球队华斯兰比华伦签下一份两年的合约，并穿上10号球衣。
比甲第25轮华斯兰德1-2科特赖克，小林祐希任意球打进赛季第2球。
比甲华斯兰德准许小林祐希离队寻找新东家，他将前往卡塔尔，接受阿尔科尔的体检。
2021年7月他加盟了K联赛2俱乐部首尔衣恋，可是总共只出场了8次，赛季结束后和球队解约。江原FC官宣了小林祐希的加盟，他才得以继续能留在韩国。
神户胜利船官方宣布，从K联赛江原FC签下中场球员小林祐希。

## 國家隊生涯
小林祐希将要代表日本国家足球队参加六月的麒麟杯。这是2014年参加世界杯的伊野波雅彦之后第一次有磐田球员为国家队征战。

## 外部連結
- 小林祐希的Facebook專頁
- Yuki Kobayashi的X（前Twitter）
- Yuki Kobayashi的Instagram帳戶